# Strychnos millepunctata
Espèce
Statut de conservation UICN

 VU B1+2c : Vulnérable
Strychnos millepunctata est une espèce de plantes de la famille des Loganiaceae.

## Publication originale
- Acta Botanica Neerlandica 14: 221–223, f. 1. 1965.